# 小行星2948
小行星2948（2948 Amosov）是一颗绕太阳运转的小行星，为主小行星带小行星。该小行星于1969年10月8日发现。
該小行星以烏克蘭心臟外科醫生尼古拉·阿莫索夫命名。

## 轨道参数
小行星2948的轨道半长轴为2.8625803 UA，离心率为0.106。